# Desis maxillosa
Desis maxillosa là một loài nhện trong họ Desidae.
Loài này thuộc chi Desis. Desis maxillosa được miêu tả năm 1793 bởi Fabricius.